# Shah Waliullah ad-Dehlawi
 (décembre 2017).
Shah Waliyullâh Ad-Dahlawî (21 février 1703 – 20 août 1762) était un savant musulman et réformateur. Il œuvra pour le renouveau du pouvoir musulman en Inde. Il était contre la division interne entre musulmans et espérait purifier la religion en unissant tous les musulmans indiens sous la vraie bannière de l'islam.
Il préconise un retour aux sources authentiques du Coran et des traditions, la pratique de l'ijtihād, l'exercice de la raison et le refus de l'imitation aveugle. Il promeut la réconciliation entre sunnites et chiites[réf. nécessaire].

## Biographie
Il est né le 21 février 1703 (4 shawwal 1214 AH). Son père, Shah 'Abd al-Rahim (en), était un soufi de l'ordre Naqshbandi. Auprès de lui, il étudie le Coran, le hadith et la langue persane. Après la mort de son père, il initie à son tour ses élèves au soufisme. En 1731, il effectue le hajj - le pèlerinage. Il séjourne plus d'un an à La Mecque et Médine où il consolide sa connaissance des sciences islamiques. Dans le Hijaz, il vit plusieurs expériences mystiques qu'il exposera dans Fuyud al-Haramain (« The Emanations of the Two Holy Cities »).

## Taqlidouijtihad?
Son père était de rite hanéfite. Wali Allah suit également cette école. Mais il a étudié aussi l'œuvre de Malik, et adopté certains éléments du madhhab chaféite. Sa pensée semble avoir connu une évolution quant à la nécessité d'adhérer à l'une de ces écoles. Il recommande le taqlid (imitation ou adhésion à l'une des écoles) à ceux qui ne sont pas en mesure de pratiquer eux-mêmes l'ijtihad (interprétation personnelle des sources). Mais lui-même privilégie une forme de conciliation entre les différentes écoles, surtout hanéfite et chaféite.

## Œuvre
Il écrit en arabe et en persan. Son œuvre principale est Hujjat Allah al-Baligha (« The conclusive argument from God »), où il promeut l'étude des ahadith. Le titre est inspiré d'un verset du Coran : « Certes la preuve décisive vient de Dieu » (VI, 149 ou 150). Il a écrit aussi une autobiographie, Al-Juz’ al-Latif fi Tarjuma al- ‘Abd al-Da‘if. Al-insaf fi Bayan Sabab al-Ikhtilaf concerne les différences d'opinions entre les écoles de fiqh. Il a écrit aussi Al-Budur al-Bazigha. Son Musawwa est un commentaire de l'œuvre de Malik. Fuyud al-Haramain est un ouvrage mystique. Izalat al-Khafa’ et  Qurrat al-‘Aynayn fi Tafdil al-Shaikhayn concernent la question du califat et sont une réponse aux chiites.
Son enseignement a été poursuivi, après sa mort, par ses fils Shah Abdul Aziz (en) (m. 1823) et Shah Rafi‘ al-Dîn (m. 1818).
Mohamed Iqbal dit qu'il fut « le premier penseur musulman qui tenta de reconstruire la pensée religieuse en islam. »